# ANISON COVERS
『ANISON COVERS』（アニソングカバーズ）は、森口博子がアニメソングをカバーしたアルバムのシリーズ。

## ANISON COVERS
森口は2017年5月から番組開始し、MCを務める『Anison Days』（BS11）にて、ガンダムシリーズ以外の数多くのアニソンをカバー歌唱して来たが、2023年3月4日にBS11開局15周年を記念してTACHIKAWA STAGE GARDENで催された、同番組のライブイベント「Anison Days Festival 2023」にて、前年までリリースして来たカバーアルバムシリーズ『GUNDAM SONG COVERS』の流れを踏襲し、『Anison Days』を通して､さらに多くの人とアニソンの素晴らしさを分かち合いたいいう願いを込めて、“大人のためのアニソンカバーアルバム”をコンセプトとするカバーアルバム企画の立ち上げを発表。
収録楽曲は1980年代から1990年代のアニソンの名曲をセレクトし、ジャズ、ボサノヴァ、アコースティックなど生楽器を中心としたリアレンジした新録音を実施。それに伴い、コラボアーティストとしては『GUNDAM SONG COVERS』に参加したアーティストに加え、マーティ・フリードマンや『夢がMORI MORI』（フジテレビ）で共演していた、赤坂泰彦が新たに参加した。

### 収録曲
| #         | タイトル | 作詞      | 作曲       | 編曲      | 時間  |
| --------- | --- | --------- | ---------- | --------- | ----- |
| 1.        | 「悲しみよこんにちは / with 酒井ミキオ」(フジテレビ系テレビアニメ『めぞん一刻』オープニングテーマ、オリジナル：斉藤由貴)                       | 森雪之丞  | 玉置浩二   | 武部聡志  | 4:26  |
| 2.        | 「そのままの君でいて / with 武部聡志」(日本テレビ系テレビアニメ『機動警察パトレイバー』オープニングテーマ、オリジナル：仁藤優子)               | 森由里子  | 羽田一郎   | 船山基紀  | 4:12  |
| 3.        | 「LOVE SONG」(テレビ大阪・テレビ東京系テレビアニメ『ガサラキ』エンディングテーマ、オリジナル：種ともこ)                                        | 種ともこ  | 新居昭乃   | 新居昭乃  | 3:54  |
| 4.        | 「ロマンティックあげるよ / with 押尾コータロー」(フジテレビ系テレビアニメ『ドラゴンボール』エンディングテーマ、オリジナル：橋本潮)             | 吉田健美  | いけたけし | 田中公平  | 3:54  |
| 5.        | 「風のノー・リプライ / with 寺井尚子」(名古屋テレビ・テレビ朝日系テレビアニメ『重戦機エルガイム』後期オープニングテーマ、オリジナル：鮎川麻弥) | 売野雅勇  | 筒美京平   | 戸塚修    | 4:01  |
| 6.        | 「City Hunter〜愛よ消えないで〜」(よみうりテレビ・日本テレビ系テレビアニメ『シティーハンター』オープニングテーマ、オリジナル：小比類巻かほる)  | 麻生圭子  | 大内義昭   | 戸塚修    | 4:19  |
| 7.        | 「笑顔に会いたい」(ABCテレビ・テレビ朝日系テレビアニメ『ママレード・ボーイ』オープニングテーマ、オリジナル：濱田理恵)                          | 柚木美祐  | 濱田理恵   | 濱田理恵  | 4:38  |
| 8.        | 「GHOST SWEEPER / with マーティ・フリードマン」(ABCテレビ・テレビ朝日系テレビアニメ『GS美神』オープニングテーマ、オリジナル：原田千栄)         | 有森聡美  | 大森俊之   | 岩本正樹  | 4:07  |
| 9.        | 「夢を信じて / with 塩谷哲」(フジテレビ系テレビアニメ『ドラゴンクエスト』第一部 エンディングテーマ、オリジナル：德永英明)                      | 篠原仁志  | 德永英明   | 瀬尾一三  | 4:17  |
| 10.       | 「ハッピー2ダンス / with 赤坂泰彦」(ABCテレビ・テレビ朝日系系テレビアニメ『クッキングパパ』オープニングテーマ、オリジナル：YASU)               | 森雪之丞  | 池毅       | 石田勝範  | 3:38  |
| 11.       | 「サムライハート 〜2022〜」(名古屋テレビ・テレビ朝日系テレビアニメ『鎧伝サムライトルーパー』第2部オープニングテーマ、オリジナル：森口博子)     | 三浦徳子  | 茂村泰彦   | 戸塚修    | 4:32  |
| 合計時間: | 合計時間: | 合計時間: | 合計時間:  | 合計時間: | 45:58 |

## ANISON COVERS 2
前作である『ANISON COVERS』のリリースから1年が経過する、2024年5月3日に自身のYouTubeチャンネルにて生配信された「森口博子 予想だにしない情報解禁スペシャル!!」で、ANISON COVERSシリーズの続編に当る、ANISON COVERS 2のリリースを発表
。
『ANISON COVERS』制作時から続編構想を抱いていた事を明かしており、前述の『ANISON COVERS』の制作キッカケとなった『Anison Days』での番組内歌唱で数多くの楽曲を歌唱し、構想段階から収録曲を絞っていた事や、SNSを通したファンからの意見を参考にしている。
また、通常盤アルバムのジャケット写真を別冊 スコラ16「WOW!」以来、34年振りに水着写真を披露する事を発表した。近年、森口の年齢と反比例した若々しい見た目からグラビア写真や写真集のオファーが舞い込んではいたが、自身が納得出来る体型を作る事が出来無かった事で断っていたが、今回は水着のジャケットは当初イラストビジュアルを採用する予定をスタッフ側の提案で水着グラビアを採用する事を決定。イラストビジュアルは初回盤のジャケットに採用された。
今回のリリース以降、各地区のショッピングセンターにてリリースイベント&お渡し会や今回の作品を提げたライブツアーを催す予定である。

### 収録曲
| #         | タイトル | 作詞           | 作曲               | 編曲                  | 時間  |
| --------- | --- | -------------- | ------------------ | --------------------- | ----- |
| 1.        | 「想い出がいっぱい / with 鳥山雄司&神保彰」(フジテレビ系テレビアニメ『みゆき』エンディングテーマ、オリジナル：H2O)                                                       | 阿木燿子       | 鈴木キサブロー     | 鳥山雄司              | 4:10  |
| 2.        | 「微笑みの爆弾」(フジテレビ系テレビアニメ『幽☆遊☆白書』オープニングテーマ、オリジナル：馬渡松子)                                                                         | リーシャウロン | 馬渡松子           | 時乗浩一郎            | 4:23  |
| 3.        | 「おジャ魔女カーニバル!! / with 百田夏菜子(ももいろクローバーZ)」(ABCテレビ・テレビ朝日系テレビアニメ『おジャ魔女どれみ』オープニングテーマ、オリジナル：MAHO堂)         | 大森祥子       | 池毅               | 時乗浩一郎            | 3:55  |
| 4.        | 「鳥の詩」(BS-iテレビアニメ『AIR』オープニングテーマ、オリジナル：Lia)                                                                                                   | 麻枝准（Key）  | 折戸伸治（Key）    | 時乗浩一郎            | 6:10  |
| 5.        | 「ゆめいっぱい / with 鳥山雄司&柏木広樹」(フジテレビ系テレビアニメ『ちびまる子ちゃん#テレビアニメ』オープニングテーマ、オリジナル：関ゆみ子)                             | 亜蘭知子       | 織田哲郎           | 時乗浩一郎            | 3:56  |
| 6.        | 「YOU GET TO BURNING」(テレビ東京系アニメ『機動戦艦ナデシコ』オープニングテーマ、オリジナル：松澤由美)                                                                   | 有森聡美       | 大森俊之           | 時乗浩一郎            | 4:04  |
| 7.        | 「プラチナ」(NHK BS2テレビアニメ『カードキャプターさくら』 第3期オープニングテーマ、オリジナル：坂本真綾)                                                                | 岩里祐穂       | 菅野よう子         | 時乗浩一郎            | 4:10  |
| 8.        | 「BE FREE」(名古屋テレビ・テレビ朝日系テレビアニメ『鎧伝サムライトルーパー』第2部エンディングテーマ)                                                                     | 三浦徳子       | 茂村泰彦           | 明星(Akeboshi)        | 5:19  |
| 9.        | 「ブルーウォーター / with 田ノ岡三郎」(NHK総合テレビテレビアニメ『ふしぎの海のナディア』オープニングテーマ、オリジナル：森川美穂)                                        | 来生えつこ     | 井上ヨシマサ       | 時乗浩一郎 田ノ岡三郎 | 4:43  |
| 10.       | 「STILL LOVE HER (失われた風景) / with 木根尚登（TM NETWORK）」(よみうりテレビ・日本テレビ系テレビアニメ『シティーハンター2』エンディングテーマ、オリジナル：TM NETWORK) | 小室哲哉       | 小室哲哉・木根尚登 | 時乗浩一郎            | 6:01  |
| 合計時間: | 合計時間: | 合計時間:      | 合計時間:          | 合計時間:             | 46:51 |